# Baudouin d'Ibelin (mort en 1187)
 (juin 2019).
Si vous disposez d'ouvrages ou d'articles de référence ou si vous connaissez des sites web de qualité traitant du thème abordé ici, merci de compléter l'article en donnant les références utiles à sa vérifiabilité et en les liant à la section « Notes et références ».
Pour les articles homonymes, voir Baudouin d'Ibelin et Ibelin.
Baudouin d'Ibelin, aussi connu sous le nom de Baudouin de Rama ou Ramla (v. 1133- v.1187), était un noble croisé du royaume de Jérusalem, où il aura une influence de premier plan.

## Biographie

### Famille
Baudouin est le second fils de Balian d'Ibelin (♰ 1151), seigneur d'Ibelin et de Ramla, et d'Helvis de Rama. Il a pour frères Hugues (?- v. 1170) et Balian d'Ibelin (v. 1143-1193) et pour sœurs Ermengarde (♰ 1160/1167) et Stéphanie (♰ ap. 1167).

### L'alliance avecRaymondIIIde Tripoli
Après la mort de son frère aîné Hugues (♰ v. 1170), troisième mari d'Agnès de Courternay (1133-1185), Baudouin hérite des seigneuries de Ramla et d'Ibelin mais décide de ne garder que Ramla et donne la forteresse d'Ibelin à son frère cadet Balian. C'est à lui que l'on doit l'entrée de la famille de Lusignan à la cour de Jérusalem, en la personne d'Aimery, auquel il donne sa fille Echive en mariage. En 1174, Baudouin et Balian soutiennent Raymond III de Tripoli contre Miles de Plancy pour assurer la régence pendant la minorité de Baudouin IV et prennent part à la bataille du mont Gisard en 1177.

### Le projet de mariage avec Sibylle de Jérusalem
Selon certaines sources, après la mort de sa deuxième épouse, Isabelle Gothman, en 1177, Baudouin devint le principal candidat, avec le soutien de Raymond de Tripoli, à la main de la princesse Sibylle, sœur de Baudouin IV, restée veuve prématurément. Balian avait par ailleurs épousé précédemment la belle-mère de cette dernière, la reine mère Marie Comnène. Selon la Chronique d'Ernoul, une continuation de la chronique de Guillaume de Tyr écrite en partie par un ex-écuyer de Balian mais arrivée jusqu'à nous dans sa version du XIIIe siècle, Baudouin et Sibylle seraient tombés profondément amoureux l'un de l'autre et auraient échangé une abondante correspondance pendant la captivité de Baudouin. Cette chronique donne à penser que la haine de Baudouin pour Guy de Lusignan naîtrait de cette idylle brisée, Guy ayant finalement épousé lui-même Sibylle. Les historiens jugent l'hypothèse hasardeuse et il ne faut pas oublier que la famille Ibelin n'était alors pas aussi illustre que celle des Lusignan. 
En 1179, Baudouin est fait prisonnier par Saladin pendant la bataille de Marj Uyun sur les rives du Jourdain, en même temps qu'Eudes de Saint-Amand, Grand-Maître de l'Ordre des Templiers et le beau-fils de Raymond de Tripoli, Hugues II de Saint-Omer, prince de Galilée et de Tibériade. Il n'est relâché que quelques mois plus tard contre le paiement d'une rançon, versée par l'empereur de Byzance, Manuel Comnène, auquel il rend visite fin 1180. On raconte que l'empereur le fit assoir sur une chaise et lui renversa sur la tête la grande quantité de pièces d'or qui avaient été nécessaires à sa libération. C'est pendant ce séjour à Constantinople que Manuel meurt et Baudouin retourne à Jérusalem, où il ne put qu'assister au mariage de la princesse Sibylle avec Guy de Lusignan. 
Selon toute vraisemblance, le coup de main planifié par Raymond III de Tripoli pour marier Sibylle à Baudouin ne réussit pas probablement pour des raisons d'ordre politique : en effet, le roi n'aurait pas donné sa sœur en mariage à un seigneur né dans son royaume. Le choix s'était tourné vers Guy de Lusignan, frère cadet d'Aimery, le gendre de Baudouin d'Ibelin. La même année, le roi fiance sa demi-sœur Isabelle, belle-fille de Balian, à Onfroy IV de Toron, afin de réduire encore un peu plus l'influence politique des Ibelin. 

### Contre Guy de Lusignan
En 1183, les relations entre Baudouin IV et Guy s'étant détériorées, le roi décide de nommer comme co-régent son neveu Baudouin, âgé d'à peine 5 ans et fils de sa sœur Sibylle. L'enfant est confié à Raymond de Tripoli, tandis que Guy occupe la régence au nom de Baudouin IV, dont les conditions de santé deviennent préoccupantes. Baudouin d'Ibelin se range aux côtés de Raymond de Tripoli contre Guy et grâce au soutien d'autres barons du royaume, il parvint à obtenir que le roi couronne souverain de Jérusalem le jeune Baudouin en novembre de la même année, de son vivant. Il s'agissait naturellement d'une tentative de freiner les ambitions de Guy de Lusignan et d'éviter qu'à la mort du roi, il puisse lui succéder sur la base des droits de son épouse. Mais cette mesure reste inutile puisqu'en 1185, le jeune prince succède effectivement à son oncle, pour mourir un an plus tard, laissant le royaume à sa mère et à son beau-père, Guy de Lusignan. 
Les Ibelin continuent à défendre les droits d'Isabelle comme héritière légitime, allant jusqu'à soutenir que Sibylle était une fille naturelle du roi Amaury. Raymond de Tripoli tente alors de désigner comme successeur Onfroy IV de Toron mais celui-ci refuse la couronne en faveur de Guy de Lusignan. Baudouin d'Ibelin refuse de prêter hommage à Guy et s'exile à Antioche.

### L'exil volontaire et décès
Les seuls barons à refuser l'hommage aux nouveaux souverains sont Baudouin d'Ibelin et Raymond III de Tripoli. Baudouin décide de confier la tutelle de son fils Thomas à son frère Balian et se retire en exil volontaire dans la principauté d'Antioche, où il est chaleureusement accueilli.
Baudouin ne revient pas à Jérusalem pour aider son suzerain contre Saladin lors de la reprise des hostilités. Il mourut probablement en 1187 dans cet exil auto-imposé.

## Mariages et descendance

### Richilde de Bethsan
Baudouin épouse en premières noces, avant 1157, Richilde de Bethsan, fille de Gramand Ier, seigneur de Bethsan, et de Marguerite Brisebarre, dont il eut :
- Echive d'Ibelin (v. 1160-1196/97) mariée avant 1175 avec Aimery II de Lusignan, roi de Chypre (av. 1152-1205) ;
- Stéphanie d'Ibelin (?-1196/97), mariée avant 1174 à Amaury, vicomte de Naplouse[2].

### Isabelle Gothman
Il se sépare de Richilde en 1174 pour se remarier en 1175 avec Isabelle Gothman (♰ 1177), qui donne naissance à :
- Thomas d'Ibelin, seigneur de Rama et de Mirabel (♰ 1188)[2].

### Marie
Après 1180 il se remarie avec Marie, fille de Renier, connétable de Tripoli, mais ce mariage est sans postérité. Elle se remariera à Gérard de Ham à son tour connétable de Tripoli.